# Paschoalin
Fernando Antônio Paschoalin (Bauru, 12 de agosto de 1948 — Ribeirão Preto, 25 de abril de 2017), ou Paschoalin, como ficou conhecido, foi um futebolista brasileiro, na posição de goleiro.

## Carreira
Antes de defender o Tricolor Paulista, Paschoalin defendeu as redes do Comercial de Ribeirão Preto até 1972. Nessa época, num jogo com o Olaria (RJ) no estádio Palma Travassos, tomou o último gol de Garrincha, no empate de 2–2.
Contratado pelo São Paulo FC em setembro de 1972, ficou até 1973, tendo sido campeão paulista de 1975. Nesse período, chegou a ser comandado por Telê Santana, na primeira passagem do treinador pelo clube.
Depois de 29 partidas no São Paulo, Paschoalin se transferiu para o Santa Cruz FC, em 1976.
Após se aposentar, no Botafogo FC (Ribeirão Preto), abriu uma loja de artesanato.

## Morte
Paschoalin morreu na véspera do "Dia do Goleiro", aos 68 anos, por falência de múltiplos órgãos, seguida de parada cardíaca. Estava internado havia 50 dias para tratar de complicações decorrentes de uma cirurgia bariátrica. Seu corpo foi cremado em Ribeirão Preto.